# Coca de brossat
Para la masa:
2 huevos enteros
60 g de azúcar
60 g de mantequilla
35 g de levadura fresca
5 g de sal
75 ml de leche tibia
Ralladura de limón
Opcional: 100 g de harina de almendra
Harina: aprox. 350/400 g
Para el relleno:
Requesón (brossat)
Azúcar al gusto
Canela en polvo

## Elaboración
Batir los huevos con el azúcar, incorporar la sal, la ralladura de limón, la mantequilla y la leche tibia en la que habremos disuelto la levadura. Incorporar finalmente la harina y trabajar hasta que la masa no se pegue a las manos. Hacer una bola con la masa, taparla con un paño y dejarla reposar durante 45 minutos en un sitio cálido.
Pasado este tiempo, dividir la masa en dos partes, extender una de ellas con la ayuda de un rodillo y colocarla en un molde. Poner encima el requesón (al que le habremos añadido azúcar y canela en polvo a nuestro gusto). Extender el resto de la masa dándole el mismo tamaño que la base y colocar con cuidado encima del relleno. Sellar bien la coca y dejar reposar tapada con un paño durante 45 minutos más. Pintar la coca con huevo (diluido con un poco de agua para que no sea tan fuerte) e introducir en el horno a temperatura 160/170º durante 20 minutos aproximadamente.
Una vez fría, espolvorear con azúcar lustre.
Esta misma masa puede servir para hacer cocas rellenas de cabello de ángel, crema pastelera, chocolate, etc.
- Datos: Q5775802